# Guilherme de Mello
Guilherme Theodoro Pereira de Mello (Salvador, 25 de junho de 1867 —  Rio de Janeiro, 4 de maio de 1932) foi um músico, compositor, pesquisador, primeiro historiador da música brasileira.

## Biografia
Órfão, Guilherme de Mello foi criado na Casa Pia e Colégio dos Órfãos de São Joaquim, onde recebeu a formação musical que o habilitou a se tornar professor de música e maestro de banda.
Em 1908 publicou na cidade natal seu livro que é considerado a primeira obra a tratar da história da música no Brasil, obra profundamente marcada pelo pensamento positivista e racial vigente na época; dividiu a história musical brasileira em três períodos: de formação, de carcacterizaçao e finalmente o de desenvolvimento.
Dentre suas muitas composições, dentre as quais se destaca um Canto de Núpcias, efetuou dezenas de peças para piano destinadas a seus alunos, e ainda peças sacras e profanas; lecionou música para as crianças da Casa Pia, onde cresceu.
Foi casado com Maria Rosa Gonçalves de Mello, tendo oito filhos dentre os quais Bellival Pereira de Mello, e ainda o médico Aderbal de Mello.
Por volta de 1928 mudou-se para o Rio de Janeiro. Na então capital do país, Mello laborou como bibliotecário do Instituto Nacional de Música.
No dia 4 de maio de 1932, estando ele na Primeira Pagadoria do Tesouro Nacional, sofreu um infarto; levado ao pronto socorro, teve a seguir o apoio tanto da família quanto do Instituto e da Universidade que foram imediatamente avisados mas, apesar dos esforços médicos, veio a falecer às 20:45 h daquele dia.

## Homenagens
Em 2015 o Instituto Geográfico e Histórico da Bahia realizou um simpósio em sua homenagem, com palestra e lançamento de livro biográfico.